# 냠냠 맛있는 동화
냠냠 맛있는 동화는 SBS에서 방영된 애니메이션이다. 2002년 2월 9일부터 2002년 3월 26일까지 방영하였다.

## 코너 목록
- 키야와 친구들
- 마법의 동화
- 아기동물밴드 'Bebes'